# Highland Park (Texas)
Highland Park es un pueblo ubicado en el condado de Dallas en el estado estadounidense de Texas. En el Censo de 2010 tenía una población de 8.564 habitantes y una densidad poblacional de 1.474,18 personas por km².

## Geografía
Highland Park se encuentra ubicado en las coordenadas 32°49′52″N 96°48′4″O / 32.83111, -96.80111. Según la Oficina del Censo de los Estados Unidos, Highland Park tiene una superficie total de 5.81 km², de la cual 5.81 km² corresponden a tierra firme y (0%) 0 km² es agua.

## Demografía
Según el censo de 2010, había 8.564 personas residiendo en Highland Park. La densidad de población era de 1.474,18 hab./km². De los 8.564 habitantes, Highland Park estaba compuesto por el 94.37% blancos, el 0.49% eran afroamericanos, el 0.26% eran amerindios, el 2.81% eran asiáticos, el 0% eran isleños del Pacífico, el 0.98% eran de otras razas y el 1.09% pertenecían a dos o más razas. Del total de la población el 4.01% eran hispanos o latinos de cualquier raza.